# فرمپتون، لینکلن‌شر
فرمپتون (به انگلیسی: Frampton) یک روستا و محله مدنی در بریتانیا است که در Boston واقع شده‌است. فرمپتون ۱٬۲۹۹ نفر جمعیت دارد.